# Ahmed II.

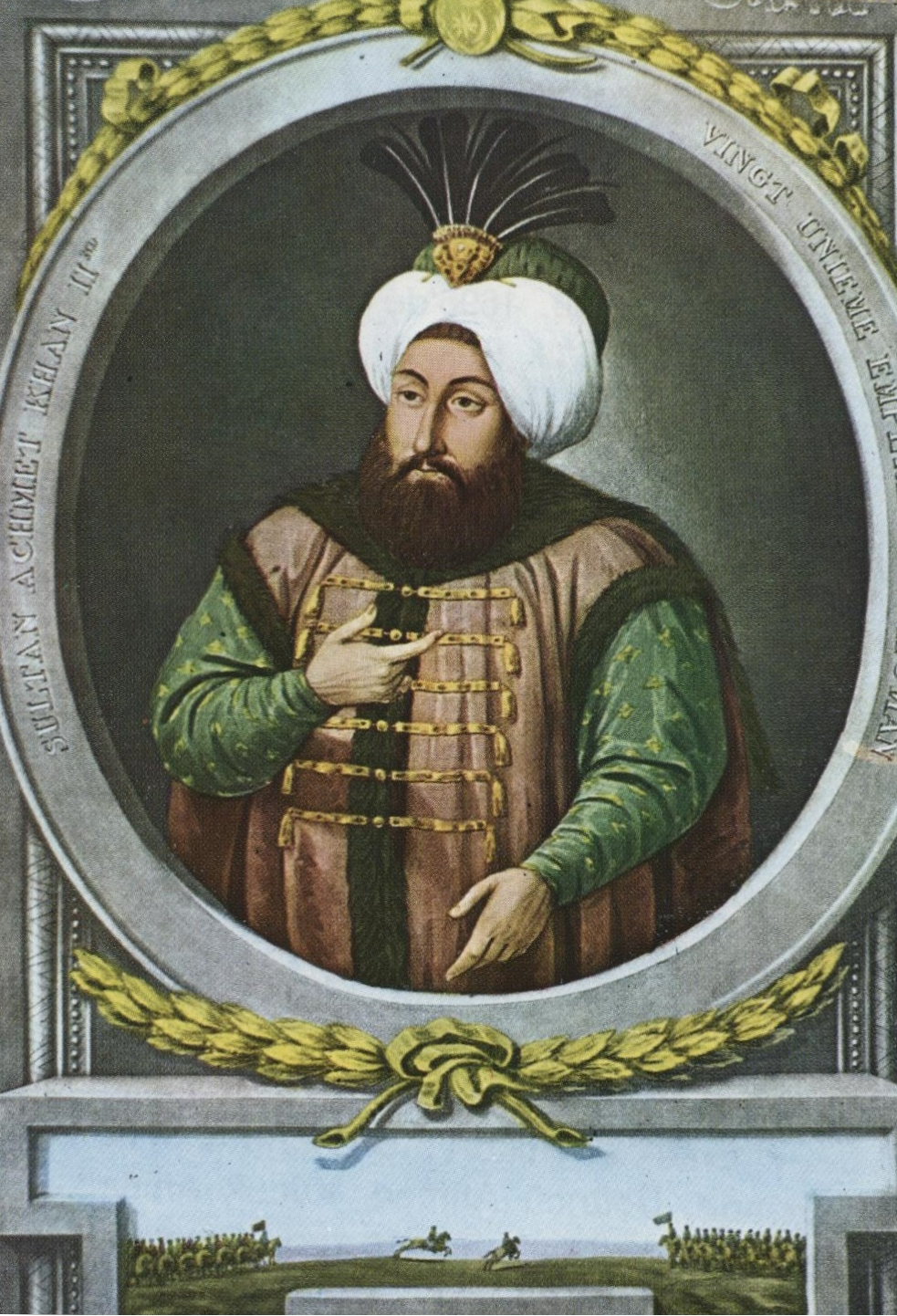
Ahmet II

Ahmed II. (geboren 1642 oder 1643; gestorben 6. Februar 1695 in Edirne) war von 1691 bis 1695 Sultan des Osmanischen Reiches.
Ahmed war ein Sohn Sultan İbrahims und folgte seinem Bruder Süleyman II. auf den Thron. Sein Hauptverdienst war es, Köprülü Fazıl Mustafa als Großwesir zu bestätigen. Aber schon einige Wochen nach seiner Thronbesteigung erlitt das Osmanische Reich in der Schlacht bei Slankamen eine Niederlage durch die Habsburger unter Prinz Ludwig von Baden. Dennoch stellte sich in der Folgezeit ein annäherndes Kräftegleichgewicht in Ungarn heraus. 1695 starb Ahmed, von Krankheit und Kummer erschöpft.